# Астрономические часы Федченко
Астрономические часы Федченко (АЧФ) — серия электронно-механических часов конструкции Ф. М. Федченко с изохронным маятником.
Высокоточные электронно-механические часы, завершившие эволюцию маятниковых приборов времени. Точность достигнута за счет подвеса маятника на специальном трехпружинном подвесе (изобретение Ф. М. Федченко), который обеспечивает изохронные (не зависящие от амплитуды) колебания маятника. Погрешность составляет 0,0002-0,0003 секунды в сутки, что на порядок ниже, чем у часов Шорта, сделанных в 1920-х годах в Англии, которыми долгое время оснащались обсерватории мира. С 1968 года АЧФ применяются как самый чувствительный гравиметр.
Были распространены в СССР с 1950-х до конца 1980-х годов. Использовались в обсерваториях, аэропортах, космодромах, телестудиях и др., где была важна точность времени (±0,0002 секунды в день, или ±1 секунда в 10 лет). В обсерватории Гринвича так же  использовали АЧФ-2 (сейчас - музейный экспонат). 
Впоследствии были заменены более совершенными электронными и атомными часами.

## Модели часов
- АЧФ-1
- АЧФ-2
- АЧФ-3